# ヤン・エストマン
ヤン・エストマン（スウェーデン語: Jan Östman）はスウェーデンの医師、ジャズ・トランペット奏者。1986年に5人組ユニット「イーストマン・ファイブ」のリーダーとして、ジャズ・ヴォーカリストのGit Skiöldとの共演でデビューした。芸能活動を行わないときは医師として活動している。